# Vicodin

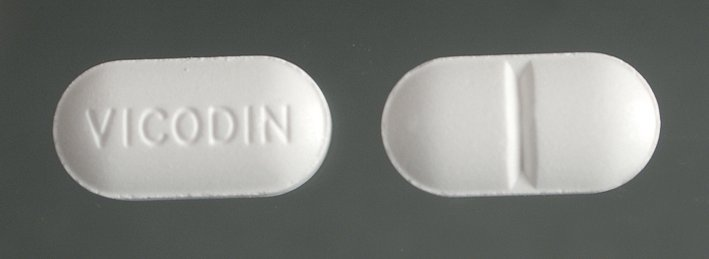

Vicodin – nazwa handlowa środka przeciwbólowego zawierającego hydrokodon oraz paracetamol, produkowanego przez Abbott Laboratories. Lek dystrybuowany jest w postaci tabletek z wytłoczonym napisem „Vicodin”, „Vicodin ES” albo „Vicodin HP”. W sprzedaży w USA dostępne są generyki preparatu, takie jak Anexsia, Anolor DH5, Bancap HC, Dolacet, Lorcet, Lortab, Norco, Panacet, T-Gesic, Vadunk i Zydone. Abbott Laboratories prowadzi badania nad preparatem o kontrolowanym uwalnianiu (CR) Vicodinu, które w 2005 roku były w fazie III.

## Działanie
Paracetamol zawarty w preparacie zwiększa efekt przeciwbólowy hydrokodonu i uniemożliwia stosowanie preparatu w celach innych niż wskazania medyczne, ponieważ dawki stosowane w celach odurzania się zawierałyby toksyczną dawkę paracetamolu. Hydrokodon podawany doustnie ma około 1,5 razy silniejsze działanie od morfiny podawanej tą samą drogą, aczkolwiek dawka wywołująca równoważny efekt analgetyczny może się różnić osobniczo.

## Działania niepożądane
Efekty uboczne jego stosowania to między innymi reakcje alergiczne, napady drgawkowe, wilgotna skóra, silne osłabienie, zawroty głowy, utrata przytomności, żółtaczka. Dodatkowo Vicodin może też wywoływać euforię i senność.

## Regulacje prawne
W USA produkcja preparatu regulowana jest przez Controlled Substances Act z 1970 roku, w grupie III leków – o potencjale nadużywania, ale mających istotne i uznane zastosowanie medyczne. Dostępny jest tylko na receptę. Mimo to badanie z 2005 roku przeprowadzone przez US National Survey on Drug Use and Health na reprezentatywnej grupie amerykańskich nastolatków wykazało, że co dziesiąty zażywał przynajmniej raz nieprzepisane przez lekarza medykamenty, z czego 52% stanowił hydrokodon i jego połączenie z paracetamolem.
W Polsce nie jest zarejestrowany żaden preparat stanowiący połączenie hydrokodonu i paracetamolu.

## Vicodin w kulturze masowej
- Vicodin jest stosowany przez doktora Gregory’ego House’a w serialu Dr House. Bohater przyjmuje lek z powodu bólu po wycięciu połowy mięśnia czworogłowego uda. Jest od niego uzależniony.
- Mark Watney w książce Marsjanin zażywa Vicodin[4], Vicodinu dosypuje również do jedzenia (po drastycznym zmniejszeniu przez NASA zalecanych racji żywnościowych) główny bohater filmu „Marsjanin”.
- Odwołanie do Vicodinu występuje w piosenkach: Addiction zespołu Dope, Young Adult Friction zespołu The Pains Of Being Pure At Hearts, Controversy Natalii Kills, Give Me a Try zespołu The Wombats, Steep Hills of Vicodine Tears zespołu A Winged Victory For The Sullen, a także w piosence Feel Good Hit Of The Summer zespołu Queens of the Stone Age.
- Leczeniu odwykowemu od Vicodinu oraz innych środków przeciwbólowych poddany został amerykański raper Eminem, który do swojego uzależnienia nawiązuje m.in. w piosenkach Kill You, Under the Influence, Deja Vu, Old Time's Sake, Underground, Going Through Changes, Oh No czy Cocaine[5].